# Bulma
Bulma (ブルマ; Buruma) kitalált szereplő Torijama Akira Dragon Ball mangasorozatából és az abból készült számos adaptációból. Első megjelenése az első, Bulma to Son Goku (ブルマと孫悟空; Buruma to Szon Gokú) című fejezetben volt, amelyet 1984. december 3-án publikált a Súkan Sónen Jump. Bulma Son Goku első barátja és társa, ezáltal Goku mellett a legtovább megjelenő Dragon Ball-szereplő és egészen a sorozat végéig nélkülözhetetlen szerepet tölt be.
Bulma Dr. Briefs, a Kapszulagyártó Cég (Capsule Corp.) alapítójának a lánya. A kitalált cég különleges kapszulákat gyárt, amikben különböző méretű tárgyakat lehet tárolni. Lévén, hogy briliáns tudós lánya, Bulma szintén tudós, lángész, feltaláló és mérnök. Ő találta fel például a kristályradart (Dragon Radar), amelyet kimondottan a kristálygömbök (Dragon Ball) által kibocsátott energiahullámok észlelésére tervezett. Bulma mint feltaláló több ponton is fontos szerephez jutott, találmányai jelentősen befolyásolták a cselekményeket. Ilyen találmány volt a zsugorító kapszula, amivel összezsugoríthatta magát, s így utazhatott Son Gokuba kapaszkodva a Varázsfelhőn, vagy az időgép, amivel Trunkst visszaküldte a múltba.

## A szereplő megalkotása
Bulma karaktere Hszüan-cang (Xuanzang), a Nyugati utazás című klasszikus kínai regény főszereplőjének kifigurázása. Hszüan-cang a regényben egy szerzetes, aki – Bulmához hasonlóan a kristálygömbök keresésekor – ötödmagával utazik. Bár Hszüan-cang férfi szereplő, Bulma pedig nő, a „nemváltás” a tradicionális kínai operához köthető, ahol Hszüan-cang szerepét nő játssza. Bulma személyiségét Torijama Dragon Boy című one-shotjának hercegnője, végső megjelenését pedig a The Adventures of Tongpoo Plamója ihlette. Torijama első rajzain Bulma még egy western lány megjelenését adta, a második rajzon Bulma haja össze van fonva és ruházata is teljesen megváltozott, míg a harmadik rajzon (ahol a Pinchi nevet viseli) a megjelenése már majdnem megegyezik a végsőével, azonban szűk fekete nadrágot és csőtop formájú felsőt visel.
Bulma és Son Goku volt az első szereplőpár, akik bemutatkoztak a sorozatban. Torijama ezzel kapcsolatban elmondta, hogy később is mutatott be párokban szereplőket, mivel a szereplőket és a köztük lévő kapcsolatot interakcióikon keresztül képes kifejteni. Hozzátette, hogy ez a módszer nem alkalmas túl sok narráció beillesztésére.
A „Buruma” név a bloomer, egy japán diáklányok által hordott tornanadrág japán kiejtéséből származik. Amikor Torijamát megkérdezték, hogy miért változtatta meg Bulma hajviseletét, úgy válaszolt, hogy érzékeltetni kellett három év elteltét, továbbá személyesen a rövid hajú lányokat kedveli.
A Dragon Ball-szereplőkre jellemzően Bulma neve is következetes a legtöbb családtagjáéval. Bulma mindegyik családtagja valamilyen alsóruha angol nevét viseli: apja Dr. Briefs (rövidnadrág), nővére Tights (harisnya), fia Trunks (alsónadrág), míg lánya Bra (melltartó). Bulma anyját ugyan nem nevezik meg, de Torijama 1996-ban a Panchi (a panties, a bugyi egy becézett alakja) nevet említette meg. Torijama egy interjúban elmondta, hogy Bulma családja laissez-faire magatartású, de Bulma a saját kezében tartja az irányítást.

## A szereplő ismertetése

### Kapcsolatai és személyisége

A Kapszulagyártó Cég logója

Bulma megjelenése némileg eltér az animében és a mangában. A mangában fukszia, az animében (és a manga első fejezetében) türkiz színű a haja. Megjelenése a többi szereplőével ellentétben nem túl konzisztens, gyakran változtatja hajviseletét és öltözetét, követve a divatot. Némelyik ruháján a neve vagy apja cége, a Kapszulagyártó Cég logója is látható.
Bulma egy elkényeztetett, gazdag városi lányként mutatkozik be a sorozatban és ez a magatartása a sorozat jelentős részében előjön; arrogáns és vakmerő, de fél egyedül lenni. Arroganciája láthatóan intellektusából származik; Bulma legjobban indulatos határozottságáról ismerhető fel, hogy megszerezze, amit akar, és ebben nem ismer korlátokat. Bulma ismert még a helyzetek intellektuális megközelítéséről és szépségéről. Utóbbi miatt rendszeresen ki van téve Zseniális Teknős zaklatásának és Oolong gyakran próbál egy pillantást vetni a bugyijára. Büszke az adottságaira, amivel előszeretettel kérkedik, de civakodó tud lenni, ha nem figyelnek rá. A sorozat során Bulma számos életveszélyes helyzeten megy keresztül és, mivel rendszerint kislányosan viselkedik szorult helyzetben, Son Gokunak vagy másnak a védelmére szorul.
Bulmát a sorozat elején idegesíti Goku naivsága, azonban a történet előrehaladtával puhul a jellemvilága. A Dragon Ball Z-ben a kezdetben gonosz és legyőzhetetlennek tűnő Vegitával köt barátságot és segít neki beilleszkedni az emberek közé, végül kapcsolatuk a házasságig és a családalapításig halad előre. Bulma Goku folyamatos támogatója, akit barátságosan „Goku-kun”-nak szólít, de Goku feleségével, Chi-Chivel baráti rivalizálást folytat.

### A sorozatban való szereplésének áttekintése

#### Dragon Ball
Bulma a második szereplő, aki bemutatkozik a Dragon Ball sorozatban. A történet elején egy tinédzser és a kristályradar (ドラゴンレーダー; Hepburn: Doragon Rēdā; Dragon Radar) feltalálója, az eszközé, amellyel azonosítani lehet a keresett kristálygömbök (Dragon Ball) helyét. Bulma azt remélte, hogy a gömbök összegyűjtésével kívánhat magának egy tökéletes fiút. Az egyik gömb keresésekor Gokuba botlik, akinél a négycsillagos gömb található. A gömb Goku családi öröksége, amelyet fogadott nagyapjától kapott és nem kívánja odaadni, mivel úgy véli, hogy abban él nagyapja lelke. Bulma azonban meggyőzi Gokut, hogy tartson vele az útján. Elindulnak megkeresni a még hiányzó kristálygömböket, útjuk során találkoznak Zseniális Teknőssel és házi teknősével; Oolonggal, az alakváltó disznóval, aki egy falut terrorizál; és Yamchával, a sivatagi banditával és alakváltó társával, Macsekkal. A kristálygömbökre azonban Pilaf nagyúr és bandája is áhítozik, s bár sikerül megmenekülniük ördögi csapdáiból és össze is gyűjtik az összes gömböt, a kívánságtétel meghiúsul. Ezután a csapat szétválik egy időre, az időközben összebarátkozott Bulma és Yamcha együtt maradnak és kapcsolatot kezdenek építeni. A 21. Harcművészetek Nagytornáján Bulma, tekintve, hogy nem rendelkezik harcművészeti készségekkel, mint szurkoló jelenik meg.
Egy év elteltével, miután a szétszóródott kristálygömbök újra azonosíthatóvá válnak, Goku elindul megkeresni nagyapja kristálygömbjét, azonban a gömböket kereső Vörös Szalag Rend hadseregébe ütközik. Számos harc után elmegy Bulma városába megkeresni őt és a segítségét kérni, hogy javítsa meg az elromlott kristályradart. Bulma egy új találmányát, a zsugorító kapszulát is bemutatja, amellyel lekicsinyítheti magát, így Gokuba kapaszkodva utazhat a Varázsfelhőn. Kiderül az is, hogy Bulma és Yamcha kapcsolata megszakadt. Bulma fontos szerepet játszik egy tenger alatt rejtőző kristálygömb megszerzésében, amely kalózok egy titkos búvóhelyén rejtőzik, és amelyet a vörös szalagos Blue tábornok és emberei is meg kívánnak kaparintani. A Vörös Szalag Rend pusztulása után Bulma elmegy Gokuékkal Babához, hogy megtudják az utolsó kristálygömb helyét és feltámaszthassák Upa apját.
Három év elteltével, a 22. Harcművészetek Nagytornáján Bulma ismét az első sorból követi Gokuék harcait. A torna végeztével azonban felbukkan Szívtelen Sátán, aki terrort és szenvedést hoz az egész világra. Bulma különleges kapszulakoporsókat készít, amelyekben az elesett társainak holttestét tárolhatják Shenlong általi feltámasztásukig. Miután Goku legyőzi Szívtelen Sátánt, ismét három év telik el, s a 23. Harcművészetek Nagytornáján Bulma tanúja lehet Son Goku és Szívtelen Sátán bosszúvággyal fűtött utódja, Ifjú Sátán összecsapásának.

#### Dragon Ball Z

Bulma a Dragon Ball Z-ben a csecsemő Trunksszal

Öt békében telt év után újra a gonosz fenyegeti a Földet. Egy földönkívüli csillagharcos, Raditz érkezik, aki Son Goku bátyja. Miután Goku és Ifjú Sátán végeznek vele, Bulma elveszi tőle a Scoutert (スカウター) és megjavítja, hogy megmérhesse mindenki erejét emberek számában mérve. A következő Vegita és Nappa elleni harc során meghal Ifjú Sátán is és nélküle a kristálygömbök használhatatlanná válnak. Miután Goku legyőzi a csillagharcosokat, Bulma és önkéntesei a Namekra, Ifjú Sátán szülőbolygójára mennek, hogy az ottani gömbökkel feltámasszák halott barátaikat. Mivel szükségük van egy űrhajóra, Popo felfed előttük egyet, amelyet még gyermekkorában használt a Mindenható a Földre való utazásakor. Bulma megjavítja a hajót és Krilinnel és Son Gohannal elrepülnek a Namekra.
Dermesztő veresége után ismét a Namek kristálygömbjeit használják az általa meggyilkoltak feltámasztására. Yamcha és Bulma között azonban végleg megszakad minden romantikus kapcsolat és csak barátok maradnak. Vegita eközben visszatér a Földre és Bulma családjával marad. Bulma és Vegita összebarátkoznak és kapcsolatuk egyre szorosabb lesz az androidok inváziója alatt, amely romantikus kapcsolatba megy át, és első gyermekük, Trunks születéséhez vezet. Több évvel később megszületik második gyermekük is, Bra, Trunks húga.
Egy alternatív jövőben Bulma túléli az androidok invázióját és egy időgép elkészítésén dolgozik. Életének nagy részét az időgép elkészítésének szenteli, és úgy véli, ha Trunkst vissza tudja küldeni az időben, akkor megakadályozhatja az android inváziót és megmentheti Goku életét, aki Bulma szerint az egyetlen, aki megmentheti mindkét idővonalat a pusztulástól. Mivel az androidok, köztük Cell figyeli a fő az idővonalat, ezért Trunks a saját idővonalán tér vissza, hogy megölje a sokkal gyengébb androidokat és elhozza a békét.
Hét évvel az androidok elleni harc után Bulma segít Gohannak egy karórát készíteni, amivel ruháját szuperhős jelmezzé tudja változtatni és így harcolhat a bűn ellen anélkül, hogy felfedné kilétét. Később a Majin Buu elleni harcban Bulma meghal, amikor az csokoládévá változtatja és megeszi. Bulmát, családjával és barátaival együtt a nameki kristálygömbökkel támasztják fel, és Bulma is átadja erejét Gokunak, hogy végleg elpusztítsa Majin Buut.

#### Dragon Ball GT
A Dragon Ball GT-ben Bulma Beby irányítása alá kerül, aki másodparancsnokává teszi meg. Ő szervezi meg az emberek elszállítását a cufurujiek bolygójára és találmányával, a bruitsugár erősítő géppel (超ブルーツ波発生装置; Hepburn: chō burūtsuha hassei sōchi) segít Bebynek óriásmajommá változni. A Dendénél elrejtett szent vízzel azonban sikerül feloldani Beby irányítását a földlakók, így Bulma felett is. Később a bruitsugár erősítő géppel segít Vegitának elérni a negyedik szintű szuper csillagharcos szintet és szemtanúja lesz Yii Xing Long, az egycsillagos sárkány Son Goku általi vereségének.

#### Dragon Ball Super
A Dragon Ball Superben Bulma megalkotja a szuper kristályradart (Super Dragon Radar), hogy elsőként találhassák meg a kristálygömböket a 7-es Univerzumban, megakadályozva, hogy Bills azokat használva a világ teljes megsemmisülését kívánhassa.

## Megszemélyesítői

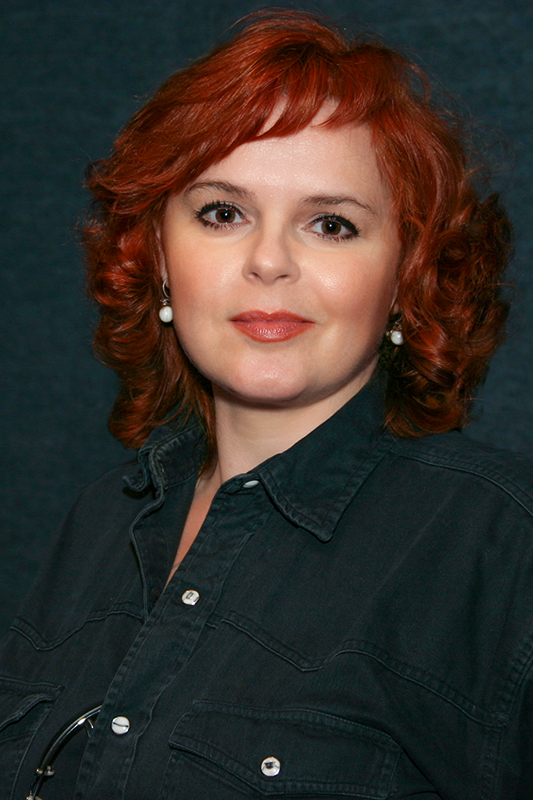
Kiss Erika kölcsönzi mind a négy animesorozatban Bulma magyar hangját

Bulma japán szinkronhangja az animesorozatokban, a filmekben, az OVA-kban és a különkiadásokban is Curu Hiromi volt, akit 2017. november 16-án eszméletlenül találták az autójában, majd kórházba szállítás közben meghalt, halálát aortarepedés okozta. Curu Hiromi a Dragon Ball Super 96. epizódjáig kölcsönözte a szereplő hangját, majd következő, 128. epizódban való feltűnésétől kezdve új szinkronhangja Hiszakava Aja lett.
A Harmony Gold által készített angol szinkronban, ami Dragon Ball-t és annak első és harmadik filmjét érintette, Bulma Wendee Lee hangján szólal meg, nevét pedig Lenára változtatták. A Funimation által készített angol szinkronban Lalainia Lindbjerg kölcsönzi a szereplő hangját a Dragon Ball első 13 epizódjában, a Dragon Ball Z első 105 epizódjában és első három filmjében; Maggie Blue O’Hara a Dragon Ball Z 106. epizódjától és az első Dragon Ball-filmben; Leslie Alexander a Dragon Ball második filmjében; Tiffany Vollmer a Dragon Ball, a Dragon Ball Z további részében, a Dragon Ball GT-ben és a korábban szinkronizált média újabb szinkronjában; és Monica Rial a Dragon Ball Kai-ban és a Dragon Ball első filmjében. A Westwood Media által készített angol szinkronban Leda Davies a Dragon Ball-ban, Maggie Blue O’Hara a Dragon Ball Z-ben és Kristin Nowosad a Dragon Ball GT-ben adja a szereplő hangját.
Bulma a Dragon Ball, a Dragon Ball Z, a Dragon Ball GT és a Dragon Ball Super magyar változatában egyaránt Kiss Erika hangján szólal meg.
A Dragonball: Evolúció élőszereplős filmben Emmy Rossum játssza Bulma szerepét. A film japán szinkronjában Hirano Aja adja a szereplő hangját, az Animax Ázsia változatában Claudia Thompson. A Dragonball: Evolúció magyar változatában Bulma Köves Dóra hangján szólal meg.

## Megjelenése a manga- és animesorozatokon kívül
A manga- és animesorozatokon kívül Bulma rendszerint nem játszható karakterként jelenik meg a legtöbb Dragon Ball-videójátékban, mint a Dragon Ball: Advanced Adventure, a Dragon Ball Z: Budokai és a Budokai 3 esetében. A Dragon Ball: Originsben és annak folytatásában azonban játszható szereplő. A Dragon Powerben, a Dragon Ball: Shenlong no nazo amerikai változatában, amelyből eltávolítottak minden Dragon Ballra való utalást, Bulma „Nora” néven szerepel. A Budokai 2-ben Bulma a Skill Shopban (Képességbolt) árulja a kapszulákat. A Dragon Ball Z: Budokai tenkaicsiben az Opciók menüben magyarázza el a számos játékbeállítás működését. A Budokai tenkaicsi 2-ben gyakorló módban és az adatközpontban jelenik meg, ahol a játékos által készített saját szereplőkről magyaráz. Bulma egy Help Koma a Jump Ultimate Starsban, ahol a Battle Komába gyűjtött érmékkel SP pontokat gyűjt a játékosnak.
Bulmát Jeannie Tse játszotta a Dragon Ball: The Magic Begins című nemhivatalos filmben. Alakját az 1990-es nemhivatalos koreai Dragon Ball adaptációban Lee Ju Hee formálta meg. Bulma megjelent a Dragonball: Evolúció élőszereplős filmben, ahol Emmy Rossum játszotta. Rossum az alakítását csinosan vagánynak, de bolondosnak és mókásnak, az animéhez hasonlóan abszurdnak írta le.
Bulma cameoszerephez jut a 2006-os Dragon Ball–One Piece crossoverben, a Cross Epoch mangában. Partnere Nami lesz és mint űrkalózok jelennek meg. Torijama 2013-as mangájának, a Jaco the Galactic Patrolmannek utolsó fejezetében kiderül, hogy a Dragon Ball előtt játszódik és látható Bulma gyermekként a szüleivel. Kiderül az is, hogy Tights (タイツ; Hepburn: Taitsu) Bulma nővére.

## Kritikák és a szereplő megítélése

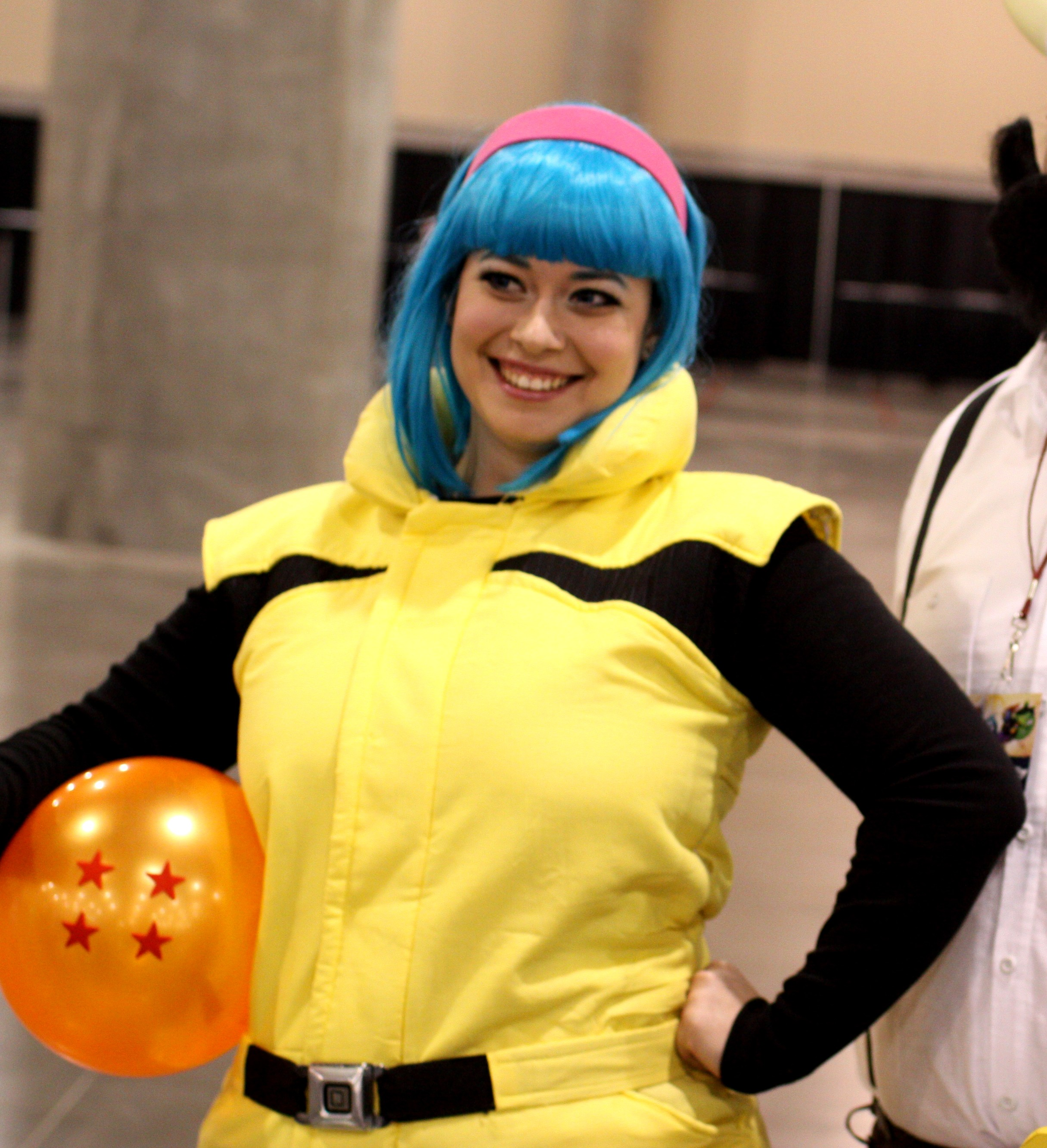
Bulma cosplayes a 2012-es Phoenix Comiconon

Bulmát egy 2004-es népszerűségi felmérésen a japán rajongók a tizenhetedik legnépszerűbb szereplőnek választották meg. Brian Camp és Julie Davis, az Anime Classics Zettai!: One Hundred Must-see Japanese Animation Masterpieces szerzői megjegyezték, hogy Bulma karaktere esett át a legtöbb változáson a sorozat előrehaladtával, és dicsérték átalakulását, ahogy a korai epizódok „pimasz, fiúbolond kamaszlányából” a Dragon Ball egyik matriarchája lesz. Később hozzátették, hogy míg Goku a főhősök szíve és lelke, addig Bulma a csoport teste, aki a struktúrát és az összetartást adja.
A sorozat későbbi részeinek ismertetésekor Martin Theron az Anime News Networktől elmondta, hogy „Bulma [ekkor] elveszít valamit, csak játssza a nyugtalan anya/feleség szerepét”. Az IGN top tízes listáján David Smith Bulma és Vegita kapcsolatát a Dragon Ball Z cselekményének második legnagyobb fordulataként értékelte. Carlos Ross, a T.H.E.M Anime Reviews kritikusa szerint a Dragon Ball Z egyik komikus eleme volt, hogy Bulma egy igazi házisárkányként képes volt megszelídíteni és behódoltatni Vegitát, a világegyetem egyik legerősebb gonoszát sőt, még gyermeket is szült neki.
A Dragonball: Evolúció élőszereplős film kapcsán Christopher Monfette (IGN) Emmy Rossum Bulmaként nyújtott teljesítményét így értékelte: „annak ellenére, hogy [karaktere] valamennyire az anime látószögéből indul ki, egy vagány csaj varázsát adja hozzá a szerephez”.

## Fordítás
- Ez a szócikk részben vagy egészben  a   Bulma című angol Wikipédia-szócikk ezen változatának fordításán alapul.  Az eredeti cikk szerkesztőit annak laptörténete sorolja fel. Ez a jelzés csupán a megfogalmazás eredetét és a szerzői jogokat jelzi, nem szolgál a cikkben szereplő információk forrásmegjelöléseként.